# Delta Arae
Delta Arae (δ Arae, förkortat Delta Ara, δ Ara)  är en dubbelstjärna belägen i den sydöstra delen av stjärnbilden Altaret. Den har en skenbar magnitud på 3,62, är synlig för blotta ögat där ljusföroreningar ej förekommer. Baserat på parallaxmätning inom Hipparcosuppdraget på ca 16,5 mas, beräknas den befinna sig på ett avstånd på ca 198 ljusår (ca 61 parsek) från solen.

## Egenskaper
Delta Arae är en blå till vit stjärna i huvudserien av spektralklass B8 Vn , där n-suffixet anger att absorptionslinjerna är starkt utbredda på grund av stjärnans snabba rotation. Den har en projicerad rotationshastighet på 255 km/s, vilket resulterar i en ekvatorialradie som är 13 procent större än polarradien. Stjärnan har en beräknad massa som är ca 3,6 gånger större än solens massa, en radie som är ca 3 gånger större än solens och utsänder från dess fotosfär ca 214 gånger mera energi än solen vid en effektiv temperatur av ca 12 000 K.
Delta Arae har en följeslagare av magnitud 9,5 och spektraltyp G som kan bilda en dubbelstjärna med Delta Arae. Den har också en optisk följeslagare av 12:e magnituden separerad med 47,4 bågsekunder vid en positionsvinkel av 313°.